# 曹恩道夫戰役
曹恩道夫戰役（德語：Schlacht von Zorndorf），是七年戰爭中普魯士與俄羅斯帝國在1758年8月25日的戰役。這場戰斗在正面戰場沒有勝負，兩支軍隊都堅守陣地並宣稱勝利。

## 戰前形勢
羅斯巴赫會戰和洛伊滕會戰雖然勝利，但是仍然無法改變普魯士大戰略上的孤立形勢。1758年在西線，斐迪南指揮10萬人軍團獨自抵擋法軍，但是大多數是德意志幾個盟邦（主要是漢諾威和布倫斯威克）和英國的人馬，僅僅佔用極少量的普魯士軍隊。年初2、3月間，斐迪南把法軍向西趕過威悉河（Weser），法軍總司令黎塞留公爵元帥被解職，由克萊蒙特元帥（Clermont）接替。斐迪南親王在這次作戰之後被授予普魯士元帥軍銜。
在西南，腓特烈的三弟普魯士亨利親王也獨當一面，鎮守薩克森，與腓特烈主力遙相呼應。但是在東方，形勢越來越危急：俄軍總司令換成Fermore，擁兵43,500人，腓特烈派多納中將（Dohna，後成為元帥）接替列瓦爾德元帥的職務，但是以26,000人的兵力根本無法完成擋住俄軍的任務。因此今年腓特烈的戰略重點，就轉向東線的俄軍。出乎意料的是，腓特烈當面的奧地利軍主力雖然剛剛經過洛伊滕大敗，又一次極快地恢復戰鬥力。腓特烈年初本想趁奧軍新敗，再給它一個打擊，一勞永逸地解決它，然後再北上對付俄軍。奧地利宮廷召回卡爾親王，由道恩元帥全權指揮奧軍。機動高手道恩不但沒有讓腓特烈逮住，反而抓住一次機會，伏擊了普軍的一個輜重運輸隊。因為奧軍主力仍然有戰鬥力，而且不是一兩個星期可以解決的，而北面東線形勢越來越險惡，腓特烈不得不在沒有徹底解決奧軍的前提下，留下主力，僅帶11,000普軍星夜北上去面對俄軍。他明白，留給他解除東方威脅的時間，最多僅有4周，而且只許勝不許敗。

## 兩軍交鋒

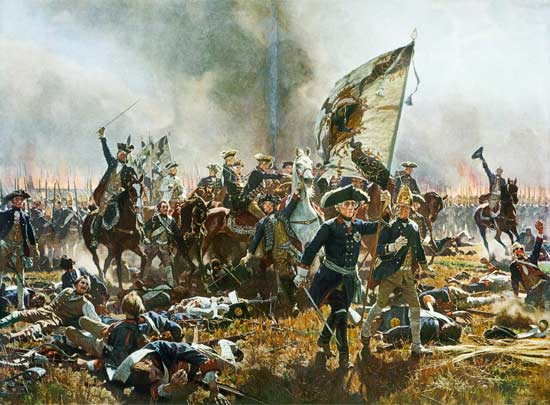
曹恩道夫戰役中的腓特烈大帝

1758年8月11日，腓特烈帶11,000普軍脫離南方前線兼程北上，20日與東線的多納中將會合，普魯士野戰軍總數36,000人，插在俄軍Fermore主力和俄將魯緬采夫12,000人的一個軍之間，切斷兩者聯繫。俄軍費摩爾部45,000人已經 開始圍攻奧得河上的屈斯特林的要塞，聞聽腓特烈到來，即解圍退回奧得河東岸列陣等待會戰。8月25日，曹恩道夫戰役開始。
曹恩道夫戰役伊始，俄軍陣地面向東南方，右翼突前。腓特烈在東方，隔著一片森林面對俄軍左翼。普軍開始穿越森林繞過俄軍左翼南下，運動到俄軍正南，集中曼陀菲爾（Manteuffel）和卡尼茨（Kanitz）中將的兩個師，由塞德利茨的騎兵支援，左翼突前，以斜線式戰術攻擊俄軍突出的右翼。普軍其餘右翼兵力由多納指揮。早上9點，左翼擔任進攻的步兵師出發，普軍大炮開始轟鳴。在行進途中，普魯士左翼與中央聯繫出現空檔，被俄軍哥薩克騎兵攻擊。等領先的曼陀菲爾師擊退哥薩克的騷擾，投入總攻的時候，預定跟隨在後，加強進攻力量的卡尼茨師走錯了路線，移動到曼陀菲爾師右側發起攻擊，這樣，集中的西路突破演變成寬正面進攻。俄軍的抵抗極為頑強，戰局向不利於腓特烈的方向發展。
腓特烈催促塞德利茨騎兵投入戰鬥支援總攻。塞德利茨立馬於一片高地上，令自己的36個騎兵中隊隱蔽在高地後面按兵不動。他認為戰機不到，急忙投入戰鬥也僅僅是加強正面實力而已，沒有什麼意義。腓特烈連下嚴令要塞德利茨出擊，塞德利茨鎮靜地對傳令官說：「戰後我的腦袋是屬於國王的，但是現在，還請國王陛下允許我用它來為國王效力。」

## 普軍反擊
終於，普軍步兵進攻失敗撤退下來，俄軍發動反攻。塞德利茨認為時機已到，他的三個團縱馬躍上高坡，齊頭並進，打擊在勝利挺進中的俄軍背後，一舉扭轉戰局。俄軍右翼敗退。但是頑強的俄國士兵仍然在全線拼命抵抗，很多地點雙方進入白刃格鬥。晚8點半天色薄暮，雙方各自退出戰鬥。在對峙幾天之後，Fermore承認失敗，於9月1日有秩序地後撤。曹恩道夫戰役普軍損失12,797人，俄軍損 失16,000人。腓特烈雖然以少勝多贏得了一次戰術勝利，但是代價過於高昂，而且並沒有癱瘓俄軍的有生力量，俄軍只是暫時後撤而已。對於腓特烈來說，他沒有乘勝追擊的時間，因為南方戰場又一次告急，他不得不滿足於暫時擊退俄軍，馬上回兵南線對付道恩元帥的奧軍。 

## 參看
- 七年戰爭
- 勃蘭登堡王室的奇蹟